# João (irmão de Artabanes)
João (em grego: Ἱωάννης; romaniz.: Io̱ánni̱s; em armênio/arménio: Հովհաննես; romaniz.: Hovhannes 545) foi um nobre bizantino de origem armênia do século VI, filho do nobre João e irmão do general Artabanes. Possivelmente integrou o grupo de armênios que em 542 desertaram o Império Sassânida e juntaram-se aos bizantinos após recebimento dum salvo-conduto garantido pelo imperador Justiniano (r. 527–565). Em 545, foi enviado, ao lado de seu irmão, à recém-criada prefeitura pretoriana da África como comandante das tropas armênias e um subordinado do mestre dos soldados Areobindo. No final do verão de 545, morreu durante a Batalha de Sica Venéria contra os mouros do rei Antalas e os rebeldes do exército imperial liderados por João.